# 리멤버: 기억의 살인자
《리멤버: 기억의 살인자》(영어: Remember)는 캐나다와 독일에서 제작된 애텀 이고이언 감독의 2015년 스릴러 드라마 영화이다. 크리스토퍼 플러머 등이 출연하였다.

## 출연진
- 크리스토퍼 플러머
- 브루노 간츠
- 위르겐 프로흐노
- 하인츠 리벤
- 헨리 처니
- 딘 노리스
- 마틴 랜다우
- 킴 로버츠
- 소피아 웰스
- 피터 다쿤하
- 재닛 포터
- 수지스 배러기스
- 제임스 케이드

## 기타 제작진
- 배역: 존 버컨, 제이슨 나이트
- 미술: 매슈 데이비스
- 세트: 엘리자베스 콜더헤드
- 의상: 데브라 핸슨